# Nazca-Katze
Die Nazca-Katze ist ein etwa 2000 Jahres altes Katzen-Scharrbild der späten Paracas- oder Nazca-Kultur. Sie wird auf etwa zwischen 200 v. Chr. und 100 v. Chr. datiert. Das Katzen-Scharrbild ist 37 Meter lang, mit klar definierten Linien, die in der Breite zwischen 30 cm und 40 cm variieren. Aus ähnlicher Ikonographie wisse man laut Archäologen, dass die Katze aus der späten Paracas-Zeit stamme.

## Entdeckung

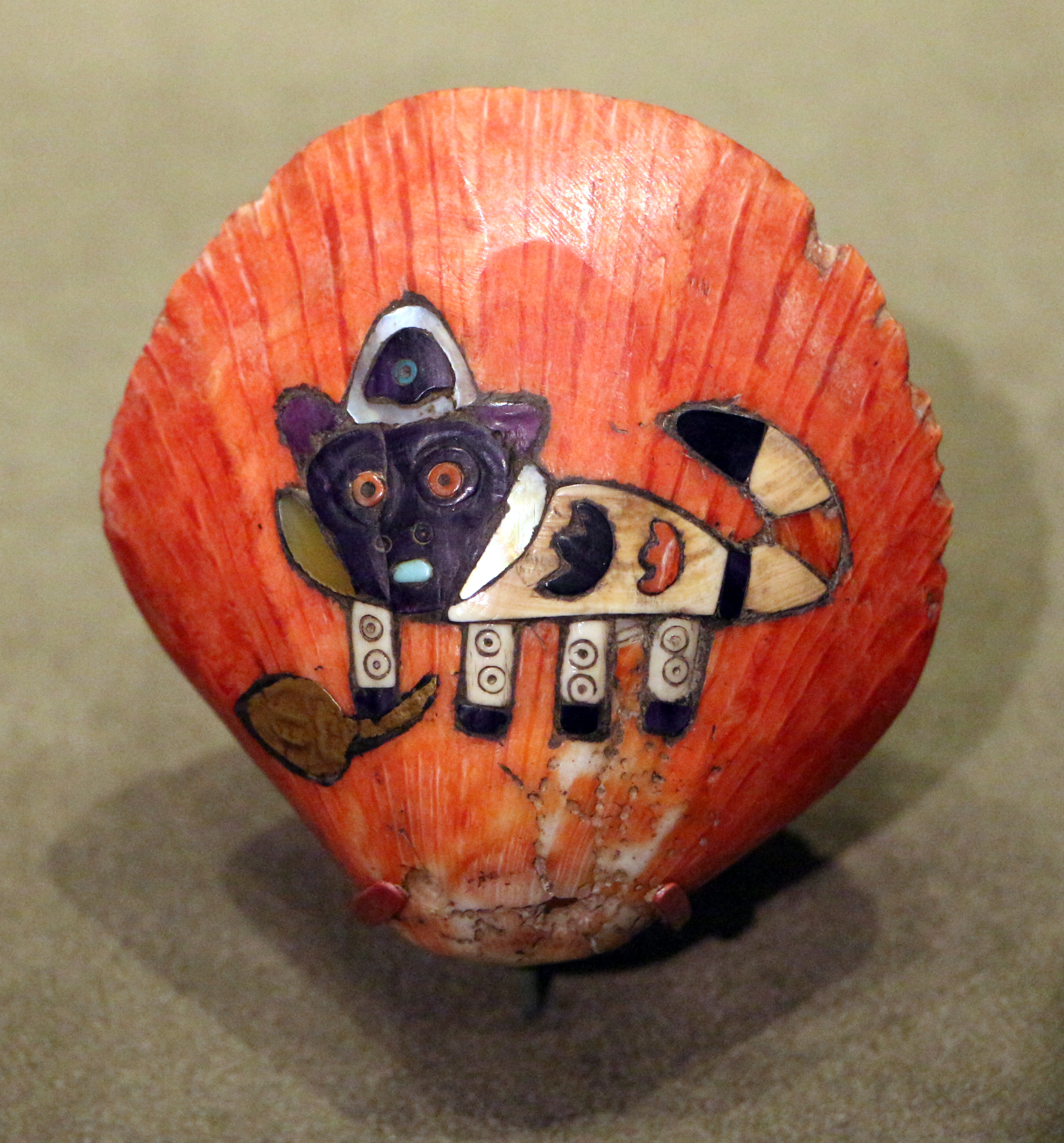
Ähnliches Katzenmotiv auf einer verzierten Muschel der Nazca-Kultur

Archäologen entdeckten das riesige nahezu verblasste Scharrbild während Restaurationsarbeiten an einem Abschnitt der Nazca-Ebene. In einer Erklärung des peruanischen Kultusministers heißt es: „Die Figur war kaum sichtbar und im Begriff zu verschwinden, weil sie sich an einem ziemlich steilen Hang befindet, der anfällig für die Auswirkungen der natürlichen Erosion ist.“